# 周時中 (龍泉)
周時中（？—？），浙江龙泉人，明初政治人物，曾任吏部尚书。
其曾经为徐寿辉平章。后熊天瑞帅所部降，其进谏熊天瑞事后必会反叛，后来果然如此。当时累任吏部尚书，后出为镇江知府，历任福建盐运副使。